# Seznam dílů seriálu Včelka Mája (2012)
Toto je seznam dílů seriálu Včelka Mája z roku 2012. Tento seriál vznikl z produkce francouzského Studia 100 Animation jako remake původního seriálu z roku 1975, tentokrát za pomoci trojrozměrné animace. Jedná se fakticky o nový seriál, který s původním více méně nesouvisí. Obecenstvo však toto pokračování převážně bralo jako třetí sérii. Seriál se později dočkal ještě rozšíření o další řadu. Celkem bylo natočeno 130 dílů, které mají délku průměrně 10 až 12 minut.

## Seznam dílů

### První řada (2012)
Epizody v českém vysílání jsou řazeny jedinečným způsobem a nelze je tak propojit s jinou jazykovou verzí.
| Č. v seriálu | Původní název | Český název                   | Světová premiéra |
| ------------ | ------------- | ----------------------------- | ---------------- |
| 1            |               | Narození Máji                 |                  |
| 2            |               | Touha žít na louce            |                  |
| 3            |               | Královnin poslíček            |                  |
| 4            |               | Pozor, Medvěd!                |                  |
| 5            |               | Mája záchranářem              |                  |
| 6            |               | Hra stínů                     |                  |
| 7            |               | Cizinec                       |                  |
| 8            |               | Klamání tělem                 |                  |
| 9            |               | Spící úl                      |                  |
| 10           |               | Mája se nevyspí               |                  |
| 11           |               | Filibert                      |                  |
| 12           |               | Tanec včel                    |                  |
| 13           |               | Král Vilík                    |                  |
| 14           |               | Noční květina                 |                  |
| 15           |               | Motýlí poprašek               |                  |
| 16           |               | Královský výlet               |                  |
| 17           |               | Výroba nové kuličky           |                  |
| 18           |               | Divoká banda                  |                  |
| 19           |               | Včelí očista                  |                  |
| 20           |               | Prasklina                     |                  |
| 21           |               | Pouť paní Poustevnice         |                  |
| 22           |               | Letecký průkaz                |                  |
| 23           |               | Kamarádi se zlobí             |                  |
| 24           |               | Odvážná matka                 |                  |
| 25           |               | Dort pro královnu             |                  |
| 26           |               | Průvod housenek               |                  |
| 27           |               | Vosička                       |                  |
| 28           |               | Šimonův sen                   |                  |
| 29           |               | Velká pylová loupež           |                  |
| 30           |               | Zahrádka včelky Máji          |                  |
| 31           |               | Zamilovaný Max                |                  |
| 32           |               | Tekla je nemocná              |                  |
| 33           |               | Koncert v úlu                 |                  |
| 34           |               | Max nemůže spát               |                  |
| 35           |               | Hodná vosa                    |                  |
| 36           |               | Vilík se stěhuje              |                  |
| 37           |               | Počasí na přání               |                  |
| 38           |               | Rychle za vejcem              |                  |
| 39           |               | Výprava za ztracenými koulemi |                  |
| 40           |               | Královna zatmění slunce       |                  |
| 41           |               | Na stromě                     |                  |
| 42           |               | Soudce Včelomed               |                  |
| 43           |               | Vilíkova láhev                |                  |
| 44           |               | V úlu straší                  |                  |
| 45           |               | Včelí den                     |                  |
| 46           |               | Křídla šampionů               |                  |
| 47           |               | Královnino žezlo              |                  |
| 48           |               | Zápas obrů                    |                  |
| 49           |               | Neohrožený Edgar              |                  |
| 50           |               | Krtonožka Madla               |                  |
| 51           |               | Barryho brýle                 |                  |
| 52           |               | Zdravíčko, Teto Kasandro!     |                  |
| 53           |               | Budík                         |                  |
| 54           |               | Vrchní velitelka Mája         |                  |
| 55           |               | Zakázané ovoce                |                  |
| 56           |               | Děkujeme voso                 |                  |
| 57           |               | Vilík trucuje                 |                  |
| 58           |               | Na jeden den královnou        |                  |
| 59           |               | Soulad na louce               |                  |
| 60           |               | Vilík ztrácí paměť            |                  |
| 61           |               | Duhový pyl                    |                  |
| 62           |               | Hladové žáby                  |                  |
| 63           |               | Vážkoexpresní služba          |                  |
| 64           |               | Přehlídka talentu             |                  |
| 65           |               | Noční let                     |                  |
| 66           |               | Nová žačka                    |                  |
| 67           |               | Zbrusu nový Šimon             |                  |
| 68           |               | Vilík hlídá úl                |                  |
| 69           |               | Spor o květinu                |                  |
| 70           |               | Co jsem to řekl?!             |                  |
| 71           |               | Záchrana dubu                 |                  |
| 72           |               | Včelka, co utekla z úlu       |                  |
| 73           |               | Velký zlý škvor               |                  |
| 74           |               | Doktor Cvrk                   |                  |
| 75           |               | Dárek shůry                   |                  |
| 76           |               | Trable se slizem              |                  |
| 77           |               | Potíže s pylem                |                  |
| 78           |               | Překvapení pro Máju           |                  |

### Druhá řada (2017)
| Č. v seriálu | Č. v řadě | Původní název | Český název                  | Světová premiéra |
| ------------ | --------- | ------------- | ---------------------------- | ---------------- |
| 79           | 1         |               | Hrozba chrobákové koule      |                  |
| 80           | 2         |               | Vojín druhé třídy            |                  |
| 81           | 3         |               | Malý poklad                  |                  |
| 82           | 4         |               | Potíže s trojčaty            |                  |
| 83           | 5         |               | Fóbie                        |                  |
| 84           | 6         |               | Májo, neodcházej!            |                  |
| 85           | 7         |               | Vzhůru na dovolenou          |                  |
| 86           | 8         |               | Ano, pane!                   |                  |
| 87           | 9         |               | Vyhnanství                   |                  |
| 88           | 10        |               | Výlet přes pole              |                  |
| 89           | 11        |               | Orchirůže                    |                  |
| 90           | 12        |               | Hop má splín                 |                  |
| 91           | 13        |               | Luční kamarádi               |                  |
| 92           | 14        |               | Theo                         |                  |
| 93           | 15        |               | Rosita                       |                  |
| 94           | 16        |               | Zrzaví mravenci              |                  |
| 95           | 17        |               | Poklad pro mravence          |                  |
| 96           | 18        |               | Trochu divná matka           |                  |
| 97           | 19        |               | Stín pochybností             |                  |
| 98           | 20        |               | Medožrout                    |                  |
| 99           | 21        |               | Ať žije svoboda!             |                  |
| 100          | 22        |               | Zpátky v úlu                 |                  |
| 101          | 23        |               | Žárlivost                    |                  |
| 102          | 24        |               | Nevhodná společnost          |                  |
| 103          | 25        |               | Zasažen láskou               |                  |
| 104          | 26        |               | Žihavcova lest               |                  |
| 105          | 27        |               | Mája První                   |                  |
| 106          | 28        |               | Sýkora modřinka              |                  |
| 107          | 29        |               | Stávka v úlu                 |                  |
| 108          | 30        |               | Včelomeda stíhá smůla        |                  |
| 109          | 31        |               | Bezva čtyřka                 |                  |
| 110          | 32        |               | Veliká koule                 |                  |
| 111          | 33        |               | Včeloúlový certifikát        |                  |
| 112          | 34        |               | Volte mě!                    |                  |
| 113          | 35        |               | Připomeň mi, abych tě snědla |                  |
| 114          | 36        |               | Sestra ví všechno nejlíp     |                  |
| 115          | 37        |               | Otázka důvěry                |                  |
| 116          | 38        |               | Hop zachraňuje královnu      |                  |
| 117          | 39        |               | Záhada chrobákovy koule      |                  |
| 118          | 40        |               | Ve špičkové formě            |                  |
| 119          | 41        |               | Toxikant                     |                  |
| 120          | 42        |               | Pro Maxovu lásku             |                  |
| 121          | 43        |               | Motýlí efekt                 |                  |
| 122          | 44        |               | Vilíkova smůla               |                  |
| 123          | 45        |               | Namaluj mi Včelomeda         |                  |
| 124          | 46        |               | Lařin tajný ctitel           |                  |
| 125          | 47        |               | Soukromý majetek             |                  |
| 126          | 48        |               | Vražedný pískot              |                  |
| 127          | 49        |               | Jasnovidka                   |                  |
| 128          | 50        |               | Vilík v polévce              |                  |
| 129          | 51        |               | Spiknutí                     |                  |
| 130          | 52        |               | V chládku je prima           |                  |